# Steno-Apollo (cráter)

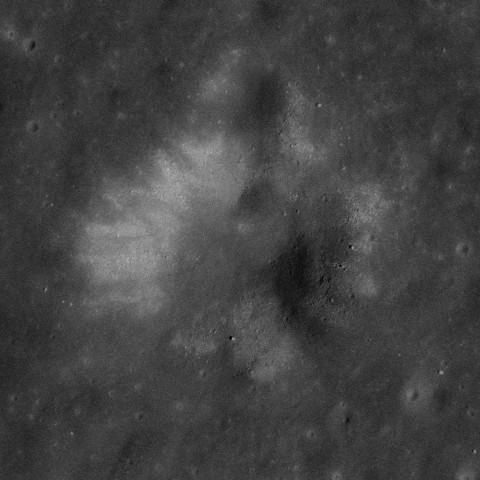
Imagen panorámica desde el Apolo 17

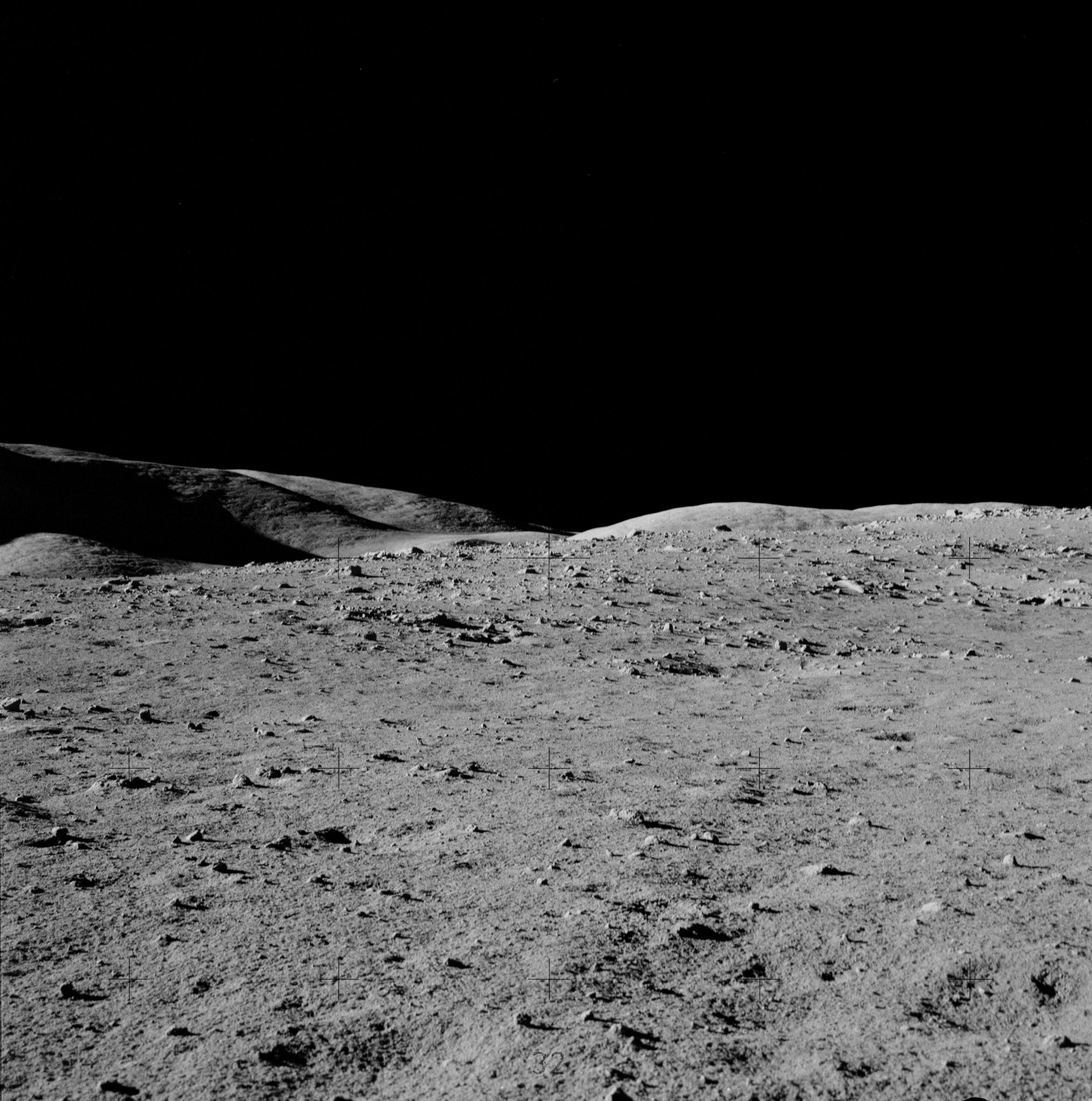
Foto tomada desde la Estación Geológica 1 desde el brocal de Steno, que se divisa en el horizonte cercano.

Steno-Apollo es un pequeño cráter lunar situado en el valle Taurus-Littrow. Los astronautas Eugene Cernan y Harrison Schmitt lo visitaron en 1972, en la misión Apolo 17, denominándolo simplemente Steno durante la misión.
Al sur de Steno se halla el cráter Emory, al noroeste aparecen Trident y Powell, y al noreste se localiza Sherlock.

## Denominación
El cráter fue nombrado por los astronautas en referencia al científico danés Nicolás Steno. La denominación tiene su origen en los topónimos utilizados en la hoja a escala 1/50.000 del Lunar Topophotomap con la referencia "43D1S1 Apollo 17 Landing Area".